# Gilbert Desmet
Gilbert Desmet (Roulers, 3 de febrero de 1931-30 de junio de 2024) fue un ciclista belga, profesional entre 1952 y 1967.  

## Carrera deportiva
Logró cien victorias entre las que destacan una victoria de etapa en la Vuelta a España en la edición de 1958 y sendas victorias en la Flecha Valona y en la París-Tours. 

## Palmarés
| 1954 - Gran Premio de la Villa de Zottegem 1957 - De Drie Zustersteden - Circuito de Houtland 1958 - París-Tours - Kuurne-Bruselas-Kuurne - 1 etapa de la Vuelta a España - Circuito de Houtland 1960 - Campeonato de Flandes - 1 etapa en la París-Niza - Nokere Koerse 1961 - G. P. Industria y Comercio de Prato - 1 etapa en el Giro de Cerdeña | 1962 - De Kustpijl Heist - 1 etapa en la Vuelta a Suiza 1963 - 2 etapas en los Cuatro días de Dunkerque 1964 - Flecha Valona - Cuatro días de Dunkerque - 1 etapa en la Tour de Luxemburgo 1965 - 1 etapa en la Dauphiné Libéré - Circuito de Houtland |

## Resultados en Grandes Vueltas y Campeonatos del Mundo
Durante su carrera deportiva consiguió los siguientes puestos en las Grandes Vueltas y en los Campeonatos del Mundo en carretera:
| Carrera         | 1952 | 1953 | 1954 | 1955 | 1956 | 1957 | 1958 | 1959 | 1960 | 1961 | 1962 | 1963 | 1964 | 1965 | 1966 | 1967 |
| --------------- | ---- | ---- | ---- | ---- | ---- | ---- | ---- | ---- | ---- | ---- | ---- | ---- | ---- | ---- | ---- | ---- |
| Giro de Italia  | -    | -    | -    | -    | -    | -    | -    | -    | Ab.  | Ab.  | -    | -    | -    | -    | -    | -    |
| Tour de Francia | -    | -    | -    | -    | 21.º | -    | Ab.  | -    | -    | -    | 4.º  | Ab.  | 8º   | 16º  | -    | -    |
| Vuelta a España | -    | -    | -    | -    | -    | -    | 12º  | -    | -    | -    | -    | -    | -    | -    | -    | Ab.  |
| Mundial en Ruta | -    | -    | -    | -    | -    | -    | -    | 18º  | -    | -    | -    | 6º   | 20º  | -    | -    | -    |

Exp: expulsado por la organización

-: no participa 

Ab.: abandono